# Fuzil Gras
O fuzil Gras (formalmente Fusil Modèle 1874) é um fuzil por ação de ferrolho, de tiro único, criado em 1874. Foi a primeira arma longa adotada pela "armée française" a usar um cartucho de metal de fogo central de 11 mm feito de latão.

## Visão geral
O fuzil Gras foi o fuzil de serviço principal do Exército francês de 1874 a 1886. Projetado pelo Coronel Basile Gras, o fuzil Gras era na verdade uma adaptação para uso de cartucho metálico do fuzil Chassepot de pólvora negra de tiro único. O fuzil Gras foi desenvolvido entre 1872 e 1874 como uma resposta à adoção alemã do fuzil de cartucho metálico Mauser Model 1871.
Modificado em 1880 como o "M80" com um bloco de culatra aprimorado e em 1914 como o "M14" para acomodar o cartucho de pólvora sem fumaça 8×50mmR Lebel, o Gras foi substituído como o fuzil de serviço padrão pelo Lebel em 1886.

## Descrição
Convertido do Chassepot, o fuzil Gras tinha calibre de 11 mm (0,43 pol.) e usava cartuchos metálicos de fogo central usando pólvora negra com uma bala de 385 gr (24,9 g; 0,88 onças) sobre uma carga de 78 gr (5,1 g; 0,18 onças) . Era uma arma de tiro único robusta e contundente. Além disso, tinha uma baioneta em forma de espada modelo "1874 Gras" com lâmina de formato triangular. O fuzil Gras foi substituído a partir de 1886 pelo Lebel modèle 1886.

## Desenvolvimento
O fuzil Gras foi fabricado em resposta ao desenvolvimento do "cartucho Boxer" em 1866 e do fuzil britânico Martini–Henry de 1870 que o utilizou. Esses foram logo emulados pelos alemães com o Mauser 1871. O Exército francês montou um grupo de estudo em setembro de 1872 que escolheu o cartucho metálico em vez do cartucho de papel. Um segundo grupo de estudo em 1873 analisou várias adaptações de fuzis para o uso de cartuchos metálicos. O Coronel Gras propôs uma modificação do Chassepot para aceitar cartuchos de metal e em 7 de julho de 1874, o Exército francês escolheu seu projeto em vez do fuzil M1871 Beaumont.

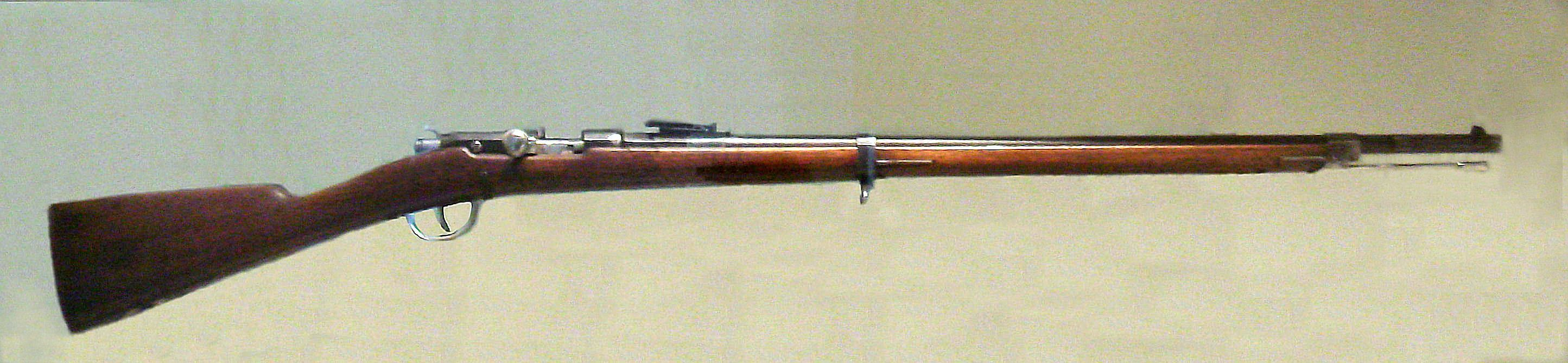
O fuzil Gras 1874-80.

## Histórico
O Exército Helênico adotou o fuzil Gras em 1877, e ele foi usado em todos os conflitos até a Segunda Guerra Mundial. Tornou-se a arma favorita dos guerrilheiros gregos, desde as várias revoltas contra o Império Otomano até a resistência contra o Eixo, adquirindo status de lenda. O nome entrou na língua grega e "graus" (γκράδες) foi um termo coloquialmente aplicado a todos os fuzis durante a primeira metade do século XX. Foi fabricado pela Manufacture d'armes de Saint-Étienne, uma das várias fábricas de armas estatais na França. No entanto, a maioria dos fuzis Gras (60.000) usados pelos militares helênicos foram fabricados sob licença pela Steyer na Áustria.
O fuzil Gras foi em parte a inspiração para o desenvolvimento do fuzil Murata japonês, o primeiro fuzil de serviço feito localmente no Japão.
De acordo com o historiador vietnamita Phạm Văn Sơn, um general vietnamita no movimento Cần Vương, Cao Văn Thắng, conseguiu copiar o desenho de "um fuzil de tiro rápido de 1874 tipo francês". No entanto, a versão vietnamita não tinha cano estriado e o alcance era limitado.
Em 1915, 450.000 fuzis Gras foram enviados ao Império Russo.
Depois de 1918, os fuzis "Mle 1874" foram exportados para a Iugoslávia, Polônia e Grécia.

## Modificações durante a Primeira Guerra Mundial

### Fuzil modificado
Em 1914, o Exército francês modificou 146.000 fuzis Gras para disparar o cartucho 8mm Lebel em 1914, usando o cano de um fuzil Lebel ou Berthier. Eles foram usados por tropas da segunda linha. Em 1940, após a derrota francesa, a maioria desses fuzis foi destruída pelos ocupantes alemães.

### Lançador de granada
Os fuzis Gras e os cartuchos 11x59mmR também foram amplamente usados pelas tropas da linha de frente convertidos para lança-granada, conhecidos como "Bombardes DR" ("lançadores de granadas"). Essas conversões tinham canos e coronhas encurtados de fabricação variada e disparavam cartuchos de festim para impulsionar a granada como uma forma rudimentar de morteiro de trincheira.

## Usuários

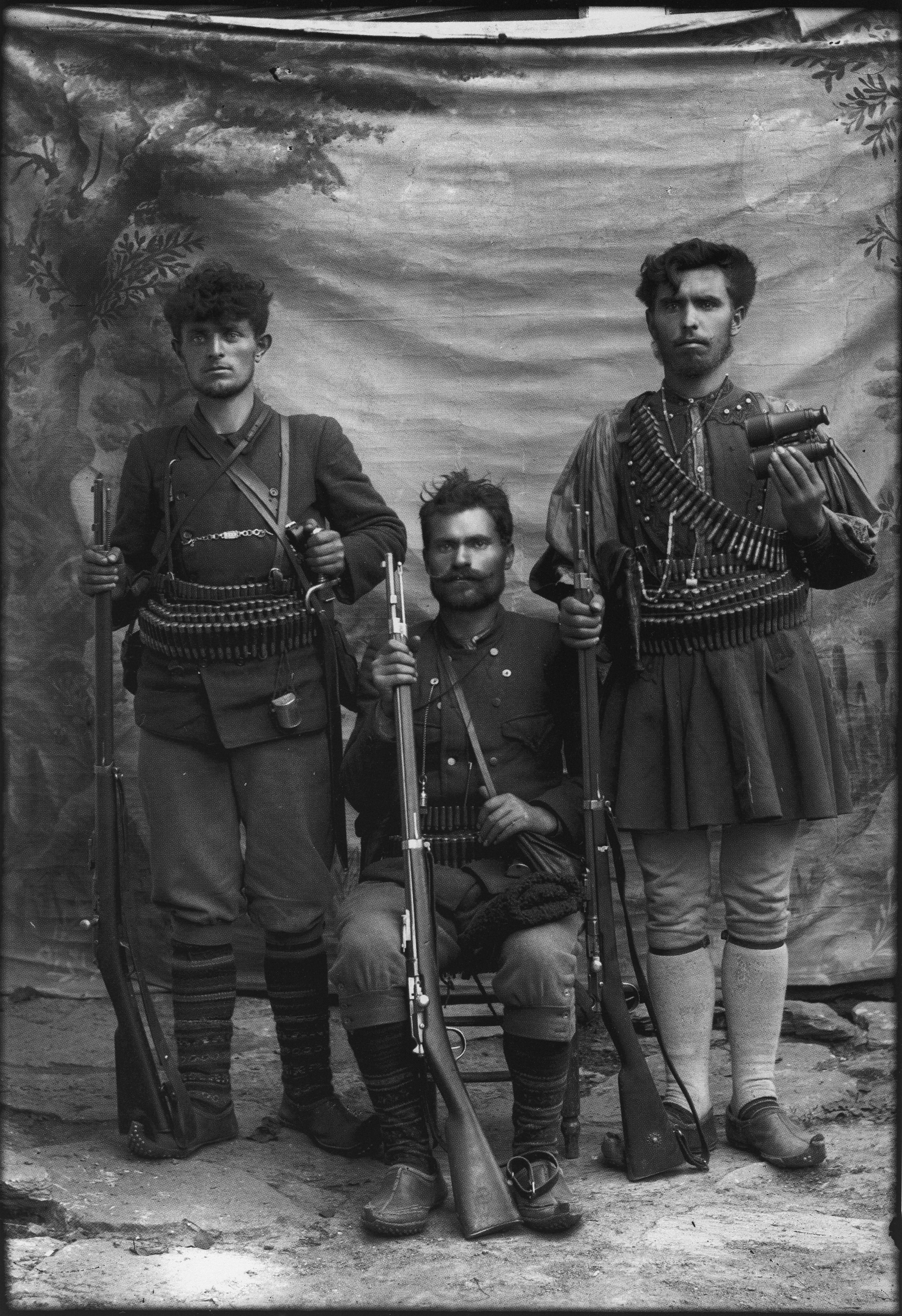
Membros da Organização Revolucionária Interna da Macedônia (guerrilheiros anti-otomanos), com seus fuzis Gras.

- Canadá -  Quebec, Quebec Home Guard e Papal Zouaves.
- Congo Belga - 15.000 rifles comprados pela "Force Publique" durante a Primeira Guerra Mundial,[9] ainda em serviço com unidades da segunda linha durante a Segunda Guerra Mundial.[10]
- Chile - durante a Guerra do Pacífico.
- China[11]
- Colômbia - vários milhares comprados no final do século XIX. Eles foram usados durante a Guerra dos Mil Dias,[12] contra os rebeldes panamenhos[13] e vários conflitos civis colombianos das décadas de 1920 a 1950.[12]
- Império Etíope - usado pelo Exército etíope.[14][15]
- França
- Grécia - o Gras foi usado pelo Exército Helênico.[6] até 1941 na Batalha de Creta.
- Irlanda - usado por voluntários irlandeses em 1916[16][17]
- Coreia do Sul
- Mónaco
- Polónia[6]
- Império Russo - devido à escassez de armas de fogo na Primeira Guerra Mundial, o Império Russo recebeu 450.000 rifles Gras da França em 1915.[18][19][20]
- República Espanhola[21]
- Vietnã - Os insurgentes vietnamitas do levante Hương Khê conseguiram produzir uma cópia do Fusil Gras mle 1874. A versão vietnamita no entanto, não tinha cano estriado.
- Iêmen - ainda usado no Iêmen em 2002.[22]
- Iugoslávia[6]

## Guerras
Esses foram os conflitos nos quais o fuzil Gras foi utilizado:
- Guerras coloniais francesas
- Guerra Sino-Francesa
- Guerra do Pacífico
- Guerra civil chilena
- Primeira Guerra Ítalo-Etíope
- Guerra dos Mil Dias
- Guerra Greco-Turca (1897)
- Luta da Macedônia
- Guerras dos Balcãs
- Primeira Guerra Mundial[7]
- Período revolucionário irlandês
- Guerra Greco-Turca de 1919–1922
- Segunda Guerra Ítalo-Etíope
- Guerra Civil Espanhola
- Segunda Guerra Mundial[7]

## Comparação com fuzis contemporâneos
| Calibre             | Fuzil                  | País             | Velocidade           | Velocidade         | Velocidade         | Velocidade         | Velocidade         | Altura da trajetória | Altura da trajetória | Altura da trajetória | Altura da trajetória | Munição       | Munição       |
| Calibre             | Fuzil                  | País             | Saída                | 500 yd (460 m)     | 1 000 yd (910 m)   | 1 500 yd (1 400 m) | 2 000 yd (1 800 m) | 500 yd (460 m)       | 1 000 yd (910 m)     | 1 500 yd (1 400 m)   | 2 000 yd (1 800 m)   | Pólvora       | Bala          |
| ------------------- | ---------------------- | ---------------- | -------------------- | ------------------ | ------------------ | ------------------ | ------------------ | -------------------- | -------------------- | -------------------- | -------------------- | ------------- | ------------- |
| ,433 pol (11,0 mm)  | Werndl–Holub M1867     | Áustria-Hungria  | 1 439 ft/s (440 m/s) | 854 ft/s (260 m/s) | 620 ft/s (190 m/s) | 449 ft/s (140 m/s) | 328 ft/s (100 m/s) | 8,252 pé (2,515 m)   | 49,41 pé (15,06 m)   | 162,6 pé (49,6 m)    | 426,0 pé (129,8 m)   | 77 gr (5,0 g) | 370 gr (24 g) |
| ,45 pol (11,43 mm)  | Martini–Henry          | Reino Unido      | 1 315 ft/s (400 m/s) | 869 ft/s (260 m/s) | 664 ft/s (200 m/s) | 508 ft/s (150 m/s) | 389 ft/s (120 m/s) | 9,594 pé (2,924 m)   | 47,90 pé (14,60 m)   | 147,1 pé (44,8 m)    | 357,85 pé (109,07 m) | 85 gr (5,5 g) | 480 gr (31 g) |
| ,433 pol (11,0 mm)  | Gras mle 1874          | França           | 1 489 ft/s (450 m/s) | 878 ft/s (270 m/s) | 643 ft/s (200 m/s) | 471 ft/s (140 m/s) | 348 ft/s (110 m/s) | 7,769 pé (2,368 m)   | 46,6 pé (14,2 m)     | 151,8 pé (46,3 m)    | 389,9 pé (118,8 m)   | 80 gr (5,2 g) | 386 gr (25 g) |
| ,433 pol (11,0 mm)  | Mauser Model 1871      | Alemanha         | 1 430 ft/s (440 m/s) | 859 ft/s (260 m/s) | 629 ft/s (190 m/s) | 459 ft/s (140 m/s) | 388 ft/s (120 m/s) | 8,249 pé (2,514 m)   | 48,68 pé (14,84 m)   | 159,2 pé (48,5 m)    | 411,1 pé (125,3 m)   | 75 gr (4,9 g) | 380 gr (25 g) |
| ,408 pol (10,4 mm)  | Vetterli M1870         | Itália           | 1 430 ft/s (440 m/s) | 835 ft/s (250 m/s) | 595 ft/s (180 m/s) | 422 ft/s (130 m/s) | 304 ft/s (93 m/s)  | 8,527 pé (2,599 m)   | 52,17 pé (15,90 m)   | 176,3 pé (53,7 m)    | 469,9 pé (143,2 m)   | 62 gr (4,0 g) | 310 gr (20 g) |
| ,397 pol (10,08 mm) | Jarmann M1884          | Noruega e Suécia | 1 536 ft/s (470 m/s) | 908 ft/s (280 m/s) | 675 ft/s (210 m/s) | 504 ft/s (150 m/s) | 377 ft/s (110 m/s) | 7,235 pé (2,205 m)   | 42,97 pé (13,10 m)   | 137,6 pé (41,9 m)    | 348,5 pé (106,2 m)   | 77 gr (5,0 g) | 337 gr (22 g) |
| ,42 pol (10,67 mm)  | Berdan                 | Império Russo    | 1 444 ft/s (440 m/s) | 873 ft/s (270 m/s) | 645 ft/s (200 m/s) | 476 ft/s (150 m/s) | 353 ft/s (110 m/s) | 7,995 pé (2,437 m)   | 47,01 pé (14,33 m)   | 151,7 pé (46,2 m)    | 388,7 pé (118,5 m)   | 77 gr (5,0 g) | 370 gr (24 g) |
| ,45 pol (11,43 mm)  | Springfield model 1884 | Estados Unidos   | 1 301 ft/s (400 m/s) | 875 ft/s (270 m/s) | 676 ft/s (210 m/s) | 523 ft/s (160 m/s) | 404 ft/s (120 m/s) | 8,574 pé (2,613 m)   | 46,88 pé (14,29 m)   | 142,3 pé (43,4 m)    | 343,0 pé (104,5 m)   | 70 gr (4,5 g) | 500 gr (32 g) |
| ,40 pol (10,16 mm)  | Enfield–Martini .40"   | Reino Unido      | 1 570 ft/s (480 m/s) | 947 ft/s (290 m/s) | 719 ft/s (220 m/s) | 553 ft/s (170 m/s) | 424 ft/s (130 m/s) | 6,704 pé (2,043 m)   | 39,00 pé (11,89 m)   | 122,0 pé (37,2 m)    | 298,47 pé (90,97 m)  | 85 gr (5,5 g) | 384 gr (25 g) |